# Oreopteris limbosperma
Oreopteris limbosperma là một loài thực vật có mạch trong họ Thelypteridaceae. Loài này được Holub mô tả khoa học đầu tiên năm 1969.

## Hình ảnh

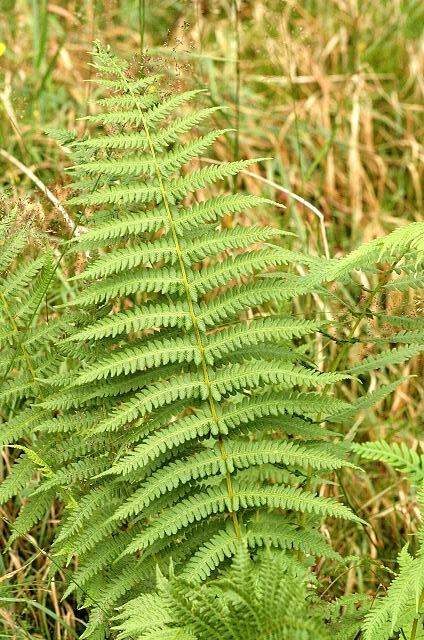
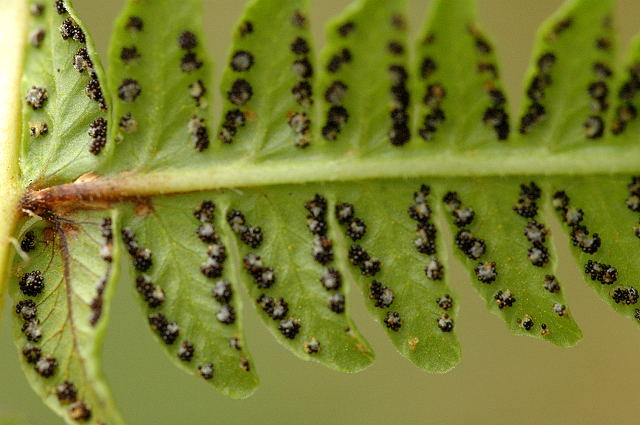
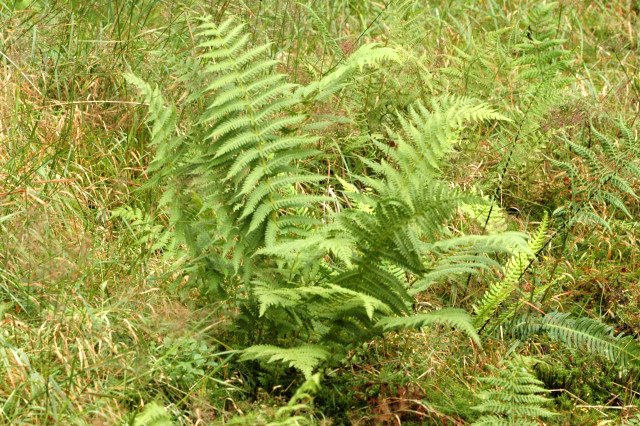
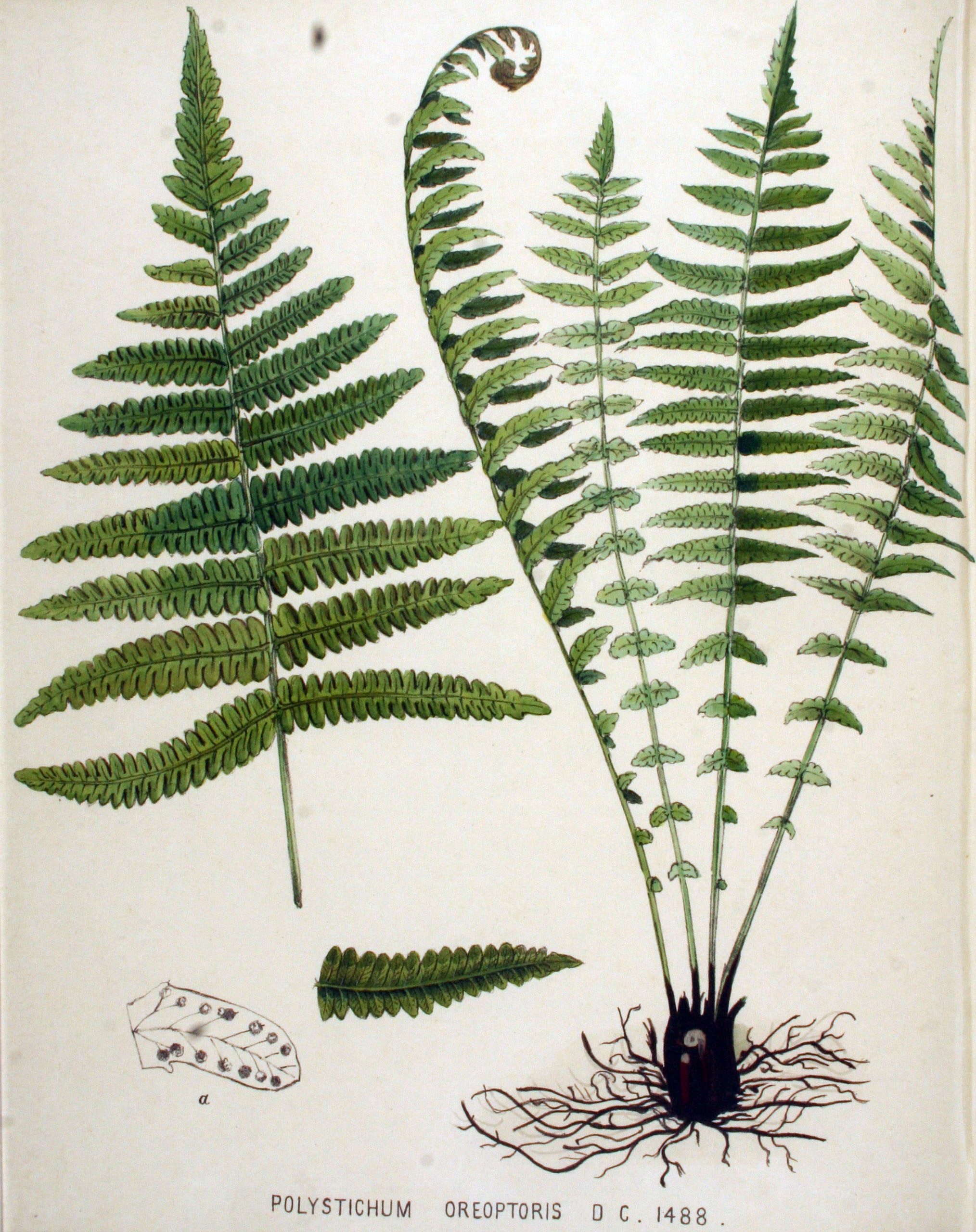